# 王万昌
王万昌（?—?），隋朝末期民變領袖之一。珠崖郡（今海南省内）人。
隋煬帝大業六年（610年）十二月辛酉，朱崖人王万昌举兵作乱反隋，隋炀帝派遣陇西郡太守韩洪将王万昌讨平。韩洪字叔明，是韩擒的季弟。王万昌在隋末民變全面爆发的王薄起事之前。